# 電玩遊戲戰隊
在電腦與電視遊戲裡某個特定的（或各種不同的）多人電玩遊戲當中，會有一些玩家組成一個隊伍，定期在電玩遊戲裡上線玩遊戲，而這些玩家所組成的隊伍，就稱為戰隊（clan）或是遊戲團隊（guild）。這些戰隊的規模，小的有少數幾位認識的朋友來組成，而大的則有千人或以上所組成的團體。一個戰隊從成立到解散的周期，有只有幾週或幾個月，也有長達數年的。到目前為止，幾乎每個線上遊戲都有許多戰隊組織，尤其像是第一人稱射擊遊戲、大型多人線上角色扮演遊戲（Massively Multiplayer Online Game 簡稱：MMOG）、角色扮演遊戲和戰略遊戲，這些種類的電玩遊戲裡都有很多戰隊組織。

## 通信
戰隊玩家常常會用各種不同的方法來共同合作、相互溝通、以及改善加強玩遊戲的方式。

### 語音通話
在電玩遊戲中，需要通過與你的團隊進行通話來隨時改變戰術，從而建立戰略優勢。而這種通話方式一定要獨立於電玩遊戲之外，并且能夠自由通話不受限制。有幾個 VoIP 軟體可以免費下載使用，玩家只要有頭戴式的耳機麥克風（與麥克風整合在一起的頭戴式耳機），就可以用電腦經由網路來相互通話。TeamSpeak 與Ventrilo這兩個是電玩遊戲戰隊最常使用的通話軟體，這兩個通話軟體都需要中央伺服器，這個中央伺服器可以向有主機代管服務的公司來租借、也可以是某位玩家的電腦或伺服器。戰隊通常不會使用即時通訊軟體進行通話，因為這類通話程式使用大量的記憶體（RAM），與電玩遊戲程式一起執行時，會降低遊戲程式的執行效率，這就是為什麼很多戰隊只用 VoIP 通話軟體的原因。